# Гавайи
Гава́йи (англ. Hawaii, американское произношение: [həˈwaɪi] (слушать)о файле, гав. Hawaiʻi [həˈvɐjʔi, həˈwɐjʔi]) — штат США, расположенный на Гавайских островах в центральной части Тихого океана в Северном полушарии на расстоянии 3700 км от континентальной части страны. В состав федерации на правах штата Гавайи вошли 21 августа 1959 года, став 50-м по счёту штатом.
Население — 1 419 561 человек (по данным на 2014 год). Городского населения — около 70 %. Официальные языки — английский и гавайский. В туристических районах наряду с английским используется японский, многие надписи на английском продублированы на японском языке (каной и иероглифами). В быту среди различных этнических групп используются и другие языки.
Столица и крупнейший город штата — Гонолулу. Другие крупные города — Хило, Каилуа-Кона, Канеохе. Экономически наиболее развит остров Оаху.
Официальное альтернативное название — штат Алоха.

## Этимология
Название штата «Гавайи» (англ. Hawaii) происходит от крупнейшего острова Гавайских островов — острова Гавайи. Об этимологии названия острова существует несколько версий. Согласно одной из них, остров назван от имени Гавайилоа, персонажа гавайского мифа, открывшего остров, когда он и был впервые заселён. Согласно другой версии, инсулоним происходит от названия легендарной прародины полинезийцев Гавайики.
В гавайском языке слово «Гавайи» (гав. Hawaiʻi) очень похоже на праполинезийское Sawaiki («родина»). Когнаты к слову «Гавайи» встречаются и в других полинезийских языках — в частности, маори (Гаваики), кукском (Аваики) и самоанском (Савайи). По оценке лингвистов Пукуи и Эльберта, «везде в Полинезии слово „Гавайи“ или однокоренные ему — это название подземного мира или дома предков, но на самих Гавайях название не имеет никакого значения».

### Спор о написании названия штата
В 1978 году, когда в Конституции штата Гавайи гавайский язык был провозглашён вторым официальным языком, возник вопрос о правильном написании названия штата. Наименование конституции штата на английском выглядит как англ. The Constitution of the State of Hawaii, а название штата, согласно статье XV, раздел 1 Конституции — англ. The State of Hawaii. В англоязычных вариантах написания названия не использовались диакритические знаки, потому что предыдущая версия конституции, составленная в 1949 году, не использовала окину (') и макрон, применяемые в современной гавайской орфографии. Точное написание названия штата на гавайском языке — гав. Hawaiʻi. В Законе о принятии Гавайев в состав США 1959 года, который устанавливал официальный статус штата, федеральное правительство признало официальным названием штата англоязычную версию — Hawaii. Все официальные правительственные документы, наименования должностей и печать Гавайев использовали традиционное правописание названия штата без диакритических символов.
С другой стороны, парковые службы штата, Университет Гавайев и некоторые частные компании используют диакритические символы в написании названия штата. При этом с момента принятия Конституции США в 1789 году не было ни одного прецедента по изменению названия штата. Лишь в 1780 году Конституция штата Массачусетс официально изменила название «провинции Массачусетского залива» (англ. Province of Massachusetts Bay) на «Содружество Массачусетс» (англ. Commonwealth of Massachusetts), а в 1819 году в состав США была инкорпорирована Территория Аркансо (англ. Territory of Arkansaw), которая была принята в Союз в качестве штата Арканзас (англ. State of Arkansas) в 1836 году.

## География

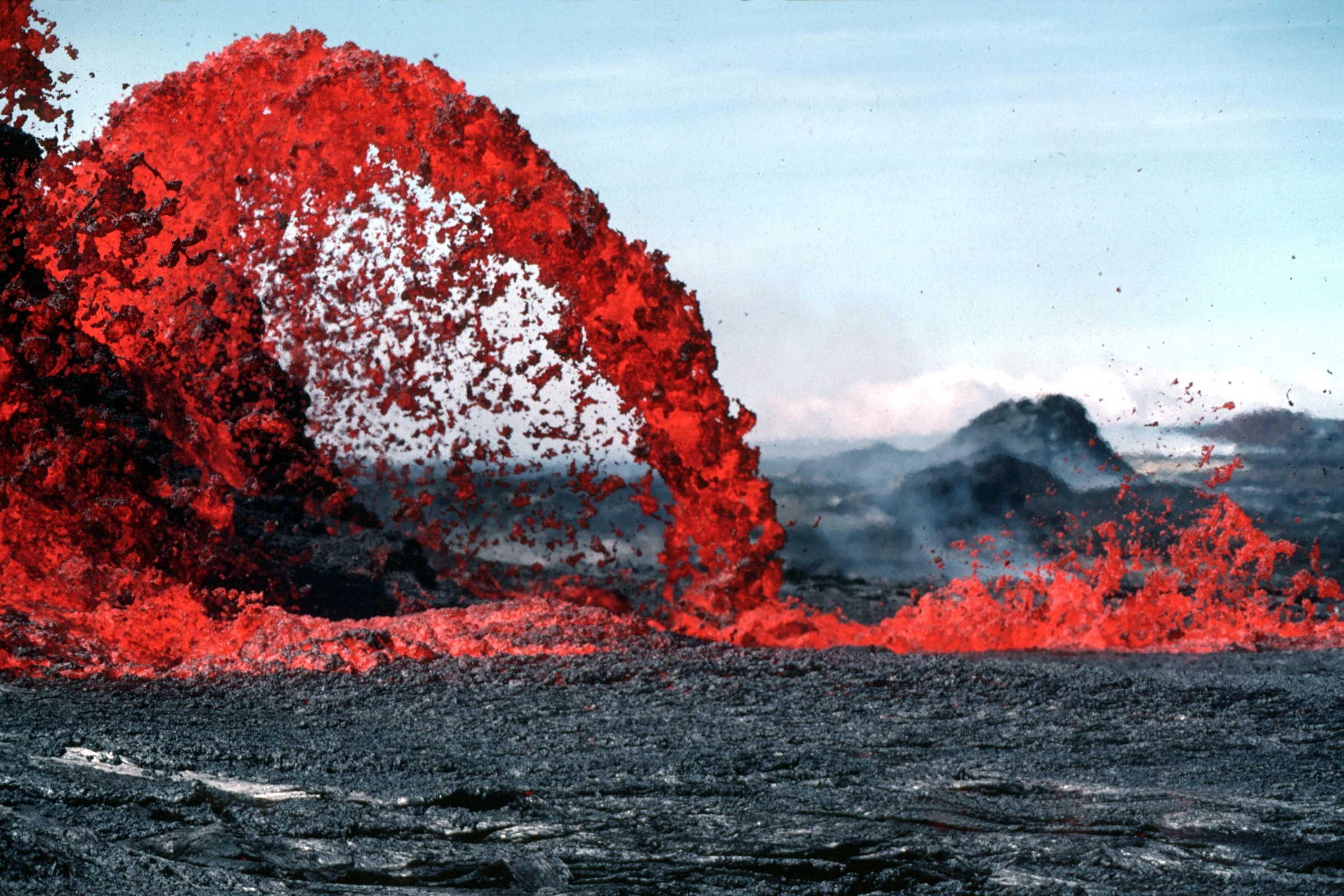
Лавовые выбросы вулкана Килауэа

Штат находится на Гавайских островах в центральной части Тихого океана. Площадь — 28 311 км². На острове Гавайи находятся действующие вулканы Мауна-Лоа и Килауэа, спящий вулкан Мауна-Кеа (высота — 4205 м).
Гавайи — самый быстрорастущий участок земной поверхности (следствие вулканической активности). В связи с особенностями рельефа и грунтов, в штате почти нет крупных пресных озёр, за исключением озёр Ваиау, Халулу и водохранилища Ка-Локо.
На островах имеются влажные тропические леса, саванны и другие природные зоны.

### Климат

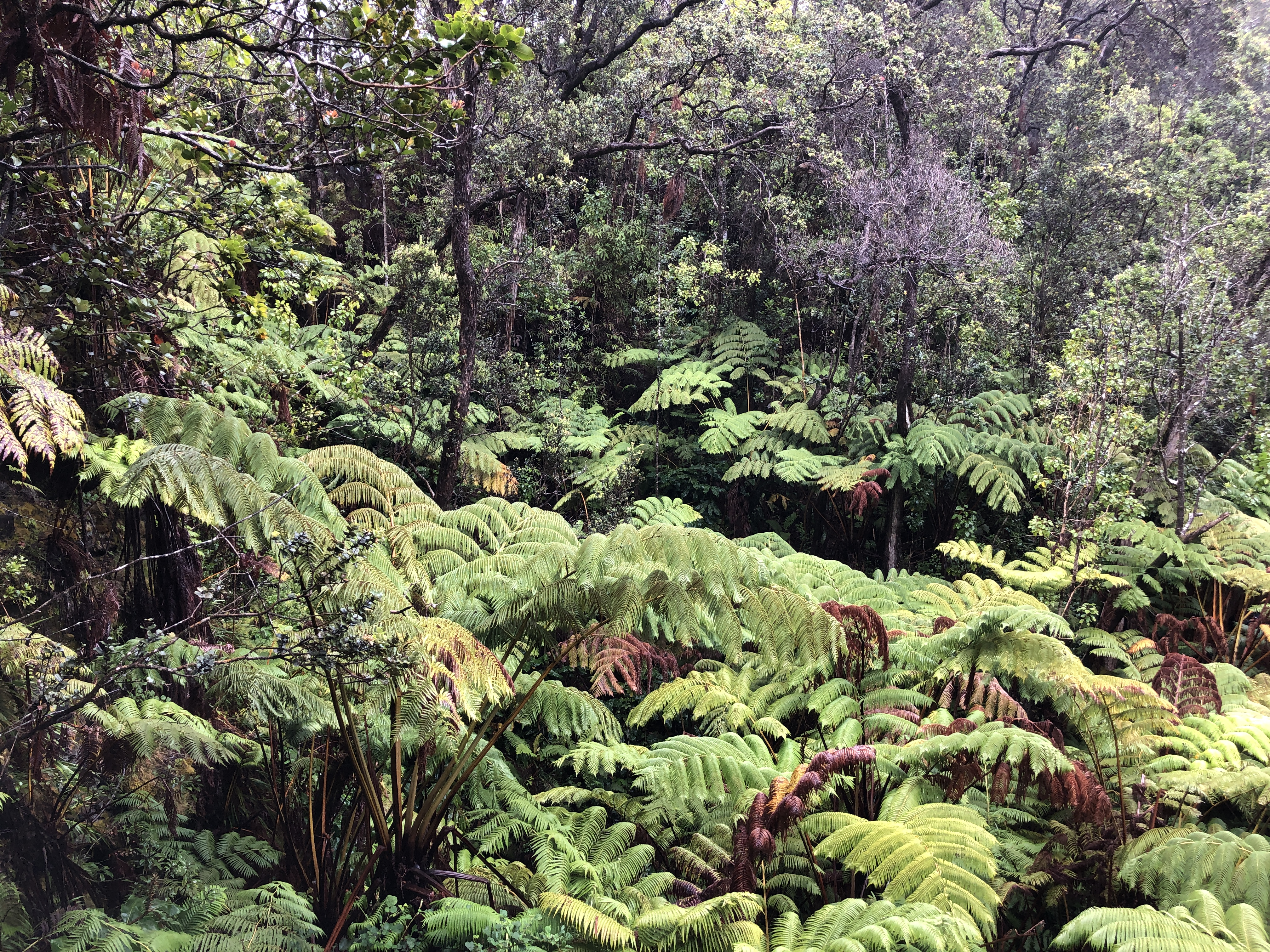
Тропический лес на Гавайях

Климат штата — тропический пассатный. Среднегодовая температура — +18…+25 градусов по Цельсию. Осадков — до 4000 мм в год.

## История
Впервые острова были заселены полинезийцами в III—IV веках. Для европейцев острова открыл английский капитан Джеймс Кук в 1778 году, который назвал их Сандвичевыми островами. Европейцы застали на Гавайских островах несколько государственных образований, которые в начале XIX века слились в единое Королевство Гавайи. Развитие интереса к производству сахарного тростника привело США в конце столетия к более активному экономическому и политическому воздействию на дела архипелага. Местное население, столкнувшись с занесёнными извне инфекциями, к которым у него не было иммунитета, вымерло: к концу века от 300-тысячного полинезийского населения осталось около 30 тыс. человек.
В 1852 году Гавайское сельскохозяйственное общество доставило в Гонолулу первую партию рабочих — 200 китайцев. Вскоре последовали новые партии. К китайцам прибавились японцы, филиппинцы, корейцы, а также рабочие из Европы: португальцы с острова Мадейра, немцы и норвежцы. Компании сахарного тростника постепенно изменяли облик островов.

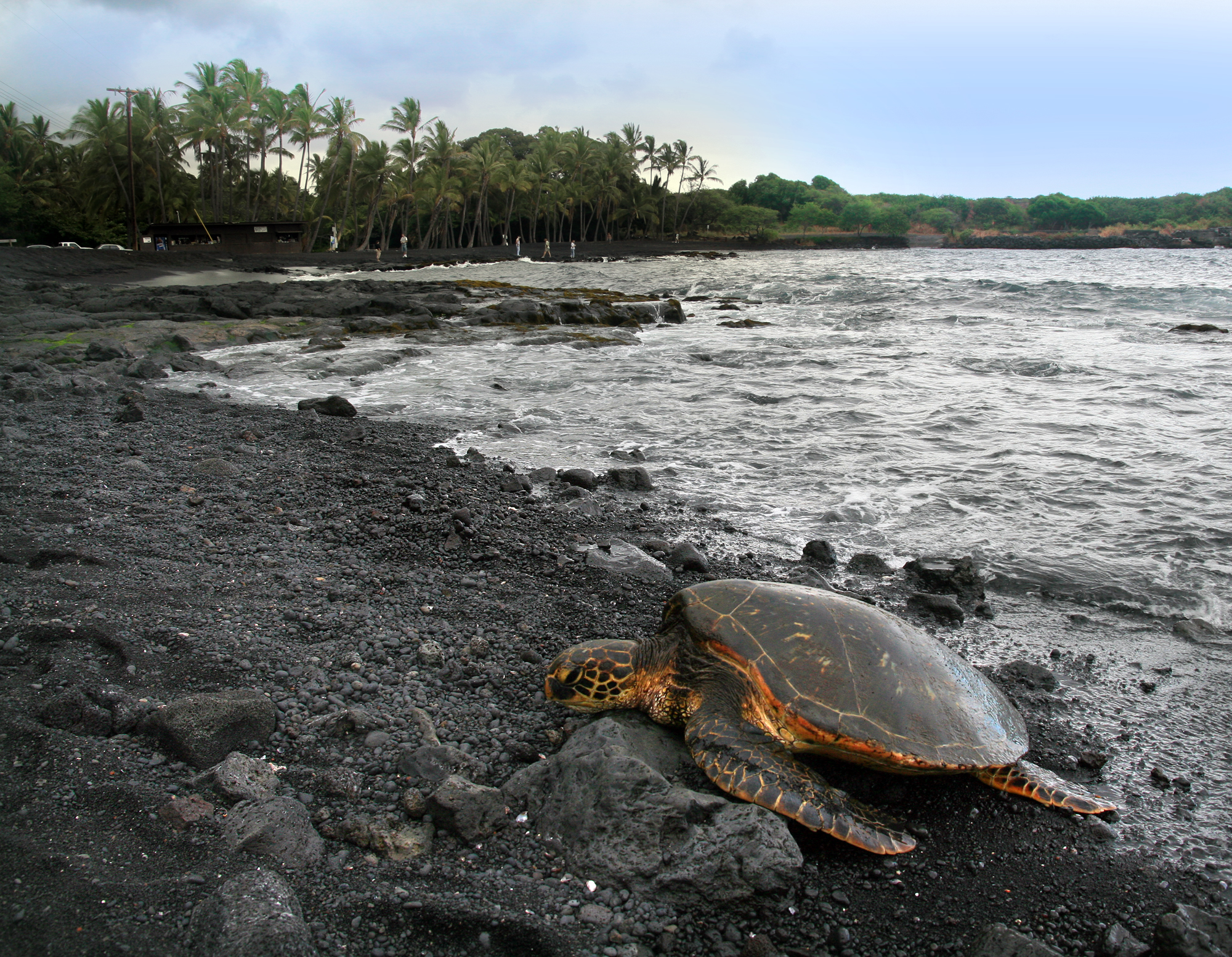
Зелёная черепаха на пляже острова Гавайи

В 1887 году вооружённые отряды белых заставили принять «Конституцию штыка». Так как Лилиуокалани, последняя королева островов, попыталась оспорить положения этой «конституции», группа уроженцев островов американского происхождения, призвав на помощь американских моряков со стоявшего в бухте корабля, в 1893 году совершила переворот и свергла королеву. Через год была провозглашена марионеточная Республика Гавайи, президентом которой стал Сэнфорд Доул. После провала попытки контрпереворота под руководством гавайского националиста полковника Роберта Уильяма Уилкокса, не устававшего восставать как против монархических, так и против республиканских правительств, присоединение Гавайев к США было лишь вопросом времени.
В 1898 году, в разгар испано-американской войны, США аннексировали Гавайи и в 1900 году предоставили им статус самоуправляемой территории. С 1901 по 1902 год первым председателем сената Гавайских островов был Николай Судзиловский-Руссель, известный также под именем Каука Лукини (по-гавайски «русский доктор»), который за время нахождения в должности успел провести реформы в поддержку коренных жителей, но не смог противостоять влиянию США и был лишён американского гражданства за антиамериканскую деятельность.
В 1908 году порт Пёрл-Харбор, ещё с конца XIX века игравший роль международного, стал военной базой ВМС США. Нападение японской авиации на эту базу 7 декабря 1941 года привело США к вступлению во Вторую мировую войну.
21 августа 1959 года Гавайи получили статус штата, 50-го по счёту.

## Экономика

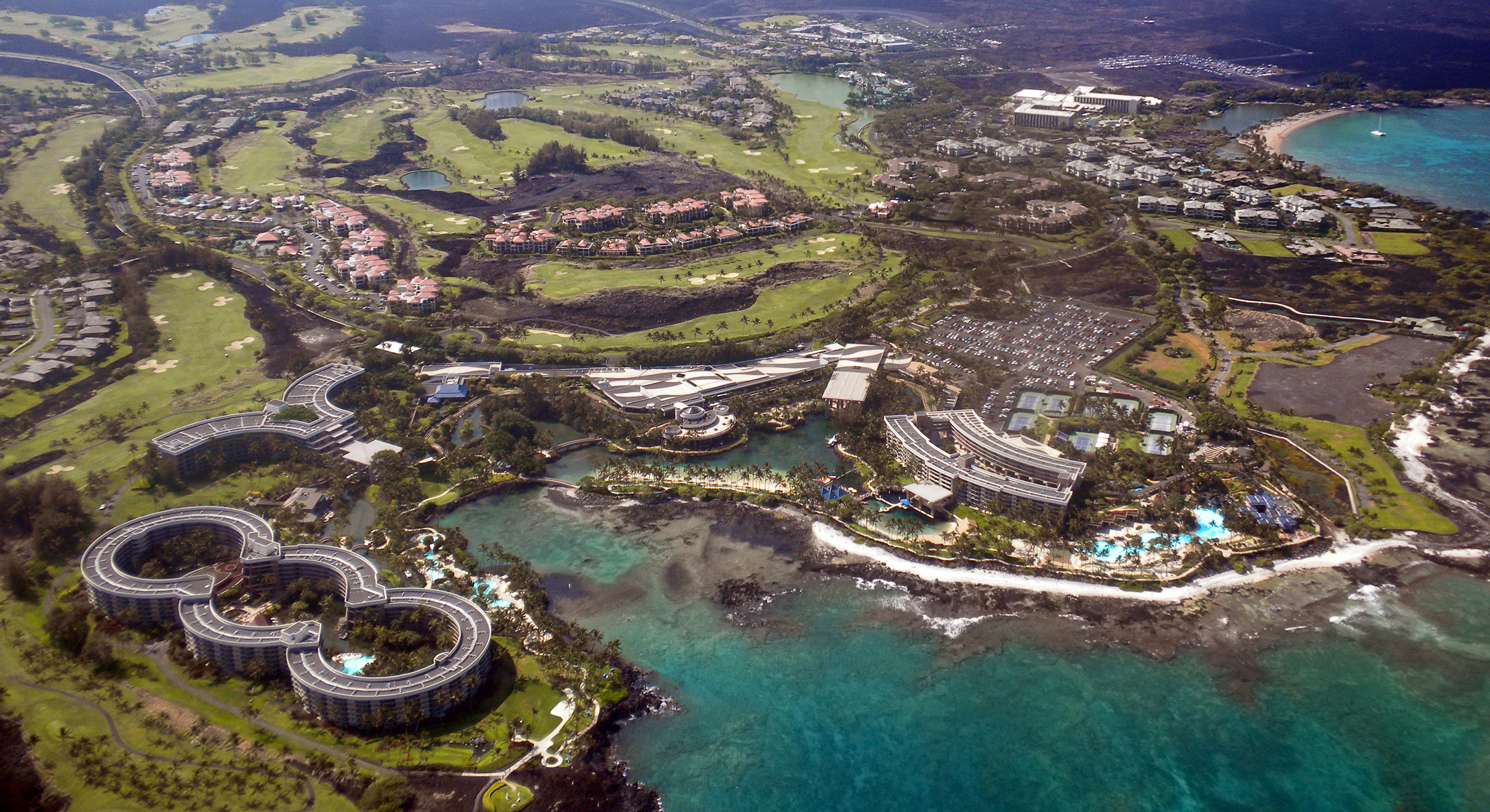
Курорты на острове Гавайи

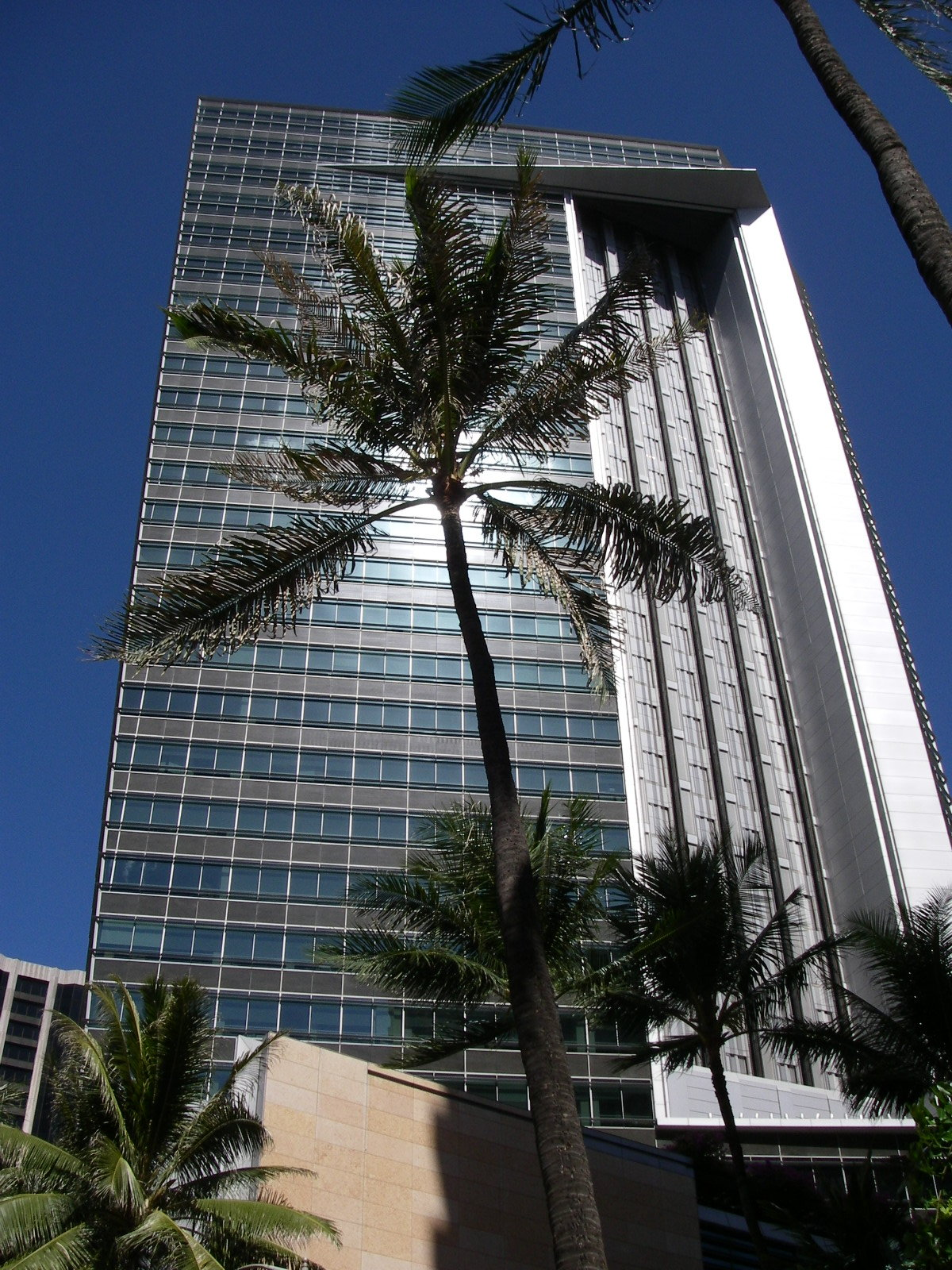
First Hawaiian Center — самое высокое сооружение Гавайев (131 м)

Основу экономики составляют туризм и сфера услуг. На островах расположено множество курортов, природных и исторических достопримечательностей, в том числе национальных парков, входящих в систему национальных парков США. В штате проводится фестиваль Алоха.
Основные отрасли промышленности: сахарная и фруктово-консервная.
Сельское хозяйство. Обрабатывается 1 млн га. Главная потребительская культура — рис. Животноводство имеет второстепенное значение. Лучшие земли заняты плантациями экспортных культур: ананасов, сахарного тростника, кофе, сизаля, бананов, гуавы. Выращиваются также орехи макадамия. Развивается цветоводство.
Гавайи — важнейший транспортный узел северной части Тихого океана, через который проходят пути, соединяющие США и Канаду с Восточной Азией, Филиппинами, Австралией, Новой Зеландией.

## Население

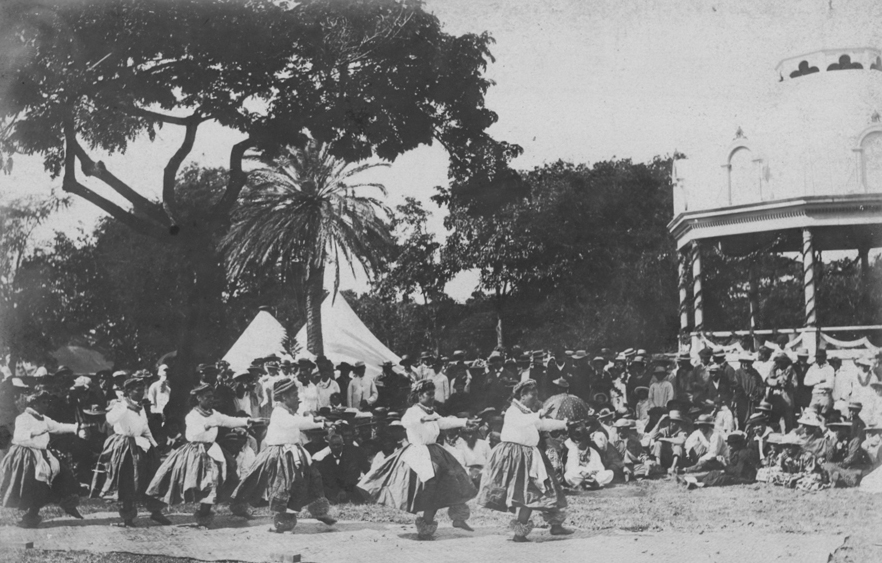
Исполнение хулы гавайцами

Численность населения штата по годам:
| 1900       | 1910       | 1920       | 1930       | 1940       | 1950       | 1960       | 1970     | 1980     |
| ---------- | ---------- | ---------- | ---------- | ---------- | ---------- | ---------- | -------- | -------- |
| 154 001    | ↗191 909   | ↗255 912   | ↗368 336   | ↗423 330   | ↗499 794   | ↗632 772   | ↗768 561 | ↗964 691 |
| 1990       | 2000       | 2010       | 2013       | 2015       | 2019       | 2020       |          |          |
| ↗1 108 229 | ↗1 211 537 | ↗1 360 301 | ↗1 404 054 | ↗1 431 603 | ↘1 415 872 | ↗1 455 271 |          |          |

Согласно переписи населения США, в 2010 году население Гавайев составляло 1 360 300 человек. Прирост населения по сравнению с 2000 годом составил 149 тыс., или 12,3 %.
Этнический состав:
- 10 % — гавайцы
- 38,6 % — азиаты (филиппинцы и японцы — по 14 %, китайцы — 5 %)
- 24,7 % — американцы европейского происхождения
- 14,7 % — метисы
- 8,9 % — латиноамериканцы (пуэрториканцы и мексиканцы)
- 3,1 % — афроамериканцы и прочие.

Среди европейцев преобладают немцы, португальцы, британцы. Выходцев из бывшего СССР — около 5 тыс. человек.

### Языки
В штате два официальных языка — кроме английского, официальным является также гавайский, который, однако, используется очень ограниченно. Гавайский язык относится к полинезийским языкам австронезийской языковой семьи и близок таким языкам, как например рапануйский и маори. В 2007 г. на гавайском языке говорило около 22 000 человек.
На Гавайях также используется английско-гавайский пиджин.

### Религия
Представители различных религиозных конфессий в штате Гавайи, по данным на 2000 год, распределялись следующим образом:
- христианство: 351 000 (28,9 %)
- буддизм: 110 000 (9 %)
- иудаизм: 10 000 (0,8 %)
- прочие: 100 000 (10 %)
- не принадлежащие ни к одной из религий: 650 000 (51,1 %)

Крупнейшими деноминациями по числу приверженцев являются: Римско-католическая церковь — 240 813 в 2000 году, и Церковь Иисуса Христа Святых последних дней с 68 128 приверженцами в 2009 году.
«Прочие» — это религии, которые не относятся к христианству, буддизму или иудаизму. Эта группа включает бахаев, конфуцианство, даосизм, гавайское язычество, индуизм, ислам, сикхизм, синтоизм, сайентологию, викка, зороастризм и другие религии.
«Не принадлежащие ни к одной из религий» — люди, не принадлежащие ни к одной религиозной общине, включая агностиков, атеистов, деистов и нерелигиозных.
Опрос Гэллапа в 2009 году показал, что религиозные предпочтения распределяются следующим образом, исключая прочие нехристианские религии и тех, у кого «нет мнения»:
- христианство: 63,9 % (37,8 % протестантов и прочих христиан, 22,8 % католиков, 3,3 % мормонов)
- иудаизм: 0,7 %
- нерелигиозные, агностики, атеисты: 21 %.

## Названо в честь Гавайев
В геологии:
- Гавайит — вулканическая горная порода
- Гавайит (минерал) — разновидность оливина
- Гавайский тип вулканов — вулкан
- Гавайский тип извержений — извержение вулкана
- Гавайский тип глыбовой (блоковой) лавы — Аа-лава
- Вулканические бомбы гавайского типа — вулканическая бомба

В биологии:
- Гавайский тюлень-монах

В культуре:
- Гавайская гитара — музыкальные инструменты.
- Гавайские танцы хулу — народная форма танца.
- Гавайский орёл — самый быстрый грузовой, а также пожарный автомобиль мира (на 2011 год)